# Brederode (1644)
Brederode var ett linjeskepp och ett örlogsfartyg i Holländska flottan. Hon byggdes på ett skeppsvarv i Rotterdam och sjösattes 1644. Bestyckningen bestod av 53-59 kanoner.
Brederode deltog i flera slag mot engelska flottan 1652-1653 och hon medverkade i slaget vid Öresund 1658 som Witte Corneliszon de Withs amiralsskepp. Hon attackerades av de svenska skeppen Draken, Leoparden och Wismar, samt äntrades av det sistnämnda. Brederode var dock så sönderskjuten att hon inte kunde hålla sig flytande, utan sjönk utanför Espergaerde söder om Helsingör. Amiralen de With stupade i slaget.
På befallning av Karl X Gustav fick Albrecht von Treileben i uppdrag att "söka taga upp stycken och vad han kunde" från det holländska viceamiralskeppet Brederode och 1659 lyckades han bärga "ett parti stycken av ovan nämnda skepp med sina dykare och instrumenter till hans K. M. ; ts tjänst och nådigast särdeles nöje". Dock blev de tvungna att avbryta bärgningsarbetet när fienden dök upp. Treileben som var dykarbas och entreprenör dök inte själv utan anlitade den skotske mästerdykaren Jacob Maule.